# Gabriela Medina
Gabriela Elizabeth Medina Solórzano (ur. 3 marca 1985 w Guadalajarze) – meksykańska sprinterka i biegaczka średniodystansowa, specjalizująca się głównie w biegu na 400 metrów oraz w sztafetach. 
Jej największym osiągnięciem na arenie międzynarodowej było 8. miejsce w finałowym biegu sztafetowym 4 x 400 metrów podczas mistrzostw świata w Osace. Ma również w dorobku dwa medale igrzysk panamerykańskich w sztafecie 4 x 400 metrów w 2007 roku. Na tych samych igrzyskach została sklasyfikowana na 9. miejscu w biegu na 400 metrów. 4 lata później przed własną publicznością zdobyła srebro w biegu na 800 metrów. Złota medalistka mistrzostw kraju.

## Osiągnięcia sportowe

### Igrzyska olimpijskie
| Miejsce | Dzień       | Rok  | Miejscowość | Konkurencja        | Czas biegu  | Strata | Zwycięzca          |
| ------- | ----------- | ---- | ----------- | ------------------ | ----------- | ------ | ------------------ |
| 21.     | 17 sierpnia | 2008 | Pekin       | bieg na 400 m      | 52,97 s     | -      | Christine Ohuruogu |
| 12.     | 22 sierpnia | 2008 | Pekin       | Sztafeta 4 x 400 m | 3:30,36 min | -      | Stany Zjednoczone  |

### Mistrzostwa świata
| Miejsce | Dzień       | Rok  | Miejscowość | Konkurencja        | Czas biegu  | Strata    | Zwycięzca          |
| ------- | ----------- | ---- | ----------- | ------------------ | ----------- | --------- | ------------------ |
| 10.     | 30 sierpnia | 2003 | Paryż       | Sztafeta 4 x 400 m | 3:29,74 min | -         | Stany Zjednoczone  |
| 11.     | 13 sierpnia | 2005 | Helsinki    | Sztafeta 4 x400 m  | 3:31,41 min | -         | Rosja              |
| 30.     | 26 sierpnia | 2007 | Osaka       | bieg na 400 m      | 53,16 s     | -         | Christine Ohuruogu |
| 8.      | 2 września  | 2007 | Osaka       | Sztafeta 4 x 400 m | 3:29,14 min | + 10,59 s | Stany Zjednoczone  |

### Igrzyska panamerykańskie
| Miejsce | Dzień           | Rok  | Miejscowość    | Konkurencja        | Czas biegu  | Strata    | Zwycięzca         |
| ------- | --------------- | ---- | -------------- | ------------------ | ----------- | --------- | ----------------- |
| 14.     | 5 sierpnia      | 2003 | Santo Domingo  | bieg na 800 m      | 2:10,69 min | -         | Adriana Muñoz     |
| 4.      | 9 sierpnia      | 2003 | Santo Domingo  | sztafeta 4 x 400 m | 3:28,23 min | + 1,83 s  | Stany Zjednoczone |
| 9.      | 23 sierpnia     | 2007 | Rio de Janeiro | bieg na 400 m      | 52,22 s     | -         | Ana Guevara       |
| 2.      | 28 lipca        | 2007 | Rio de Janeiro | sztafeta 4 x 400 m | 3:27,75 min | + 0,24 s  | Kuba              |
| 2.      | 25 października | 2011 | Guadalajara    | bieg na 800 m      | 2:04,41 min | + 0,33 s  | Adriana Muñoz     |
| 5.      | 28 października | 2011 | Guadalajara    | sztafeta 4 x 400 m | 3:40,07 min | + 11,98 s | Kuba              |
| 6.      | 22 lipca        | 2015 | Toronto        | bieg na 800 m      | 2:03,91 min | + 4,29 s  | Melissa Bishop    |
| 9.      | 24 lipca        | 2015 | Toronto        | Sztafeta 4 x 400 m | 3:32,29 min | -         | Stany Zjednoczone |

### Mistrzostwa Ameryki Środkowej i Karaibów
| Miejsce | Dzień    | Rok  | Miejscowość | Konkurencja        | Czas biegu  | Strata   | Zwycięzca         |
| ------- | -------- | ---- | ----------- | ------------------ | ----------- | -------- | ----------------- |
| 2.      | 4 lipca  | 2008 | Cali        | bieg na 400 m      | 51,78 s     | + 0,80 s | Indira Terro      |
| 2.      | 6 lipca  | 2008 | Cali        | sztafeta 4 x 400 m | 3:29,94 min | + 1,97 s | Kuba              |
| 1.      | 17 lipca | 2011 | Mayagüez    | bieg na 800 m      | 2:01,50 min | -        | -                 |
| 4.      | 17 lipca | 2011 | Mayagüez    | sztafeta 4 x 400 m | 3:35,12 min | + 5,26 s | Kuba              |
| 4.      | 7 lipca  | 2013 | Morelia     | bieg na 800 m      | 2:03,11 min | + 1,09 s | Natoya Goude      |
| 2.      | 7 lipca  | 2013 | Morelia     | sztafeta 4 x 400 m | 3:34,52 min | + 3,88 s | Trynidad i Tobago |

## Rekordy życiowe
- bieg na 400 metrów – 51,25 (2007)
- bieg na 800 metrów – 2:01,50 (2001)
- sztafeta 4 x 400 metrów – 3:27,14 rekord Meksyku